# お若いデス
『お若いデス』（原題：You're Never Too Young）は、1955年に公開されたジェリー・ルイスとディーン・マーティン主演のアメリカ合衆国のコメディ映画。日本でのテレビ放映時の題は『底抜けダイヤ強盗』。1942年の映画『少佐と少女』のリメイクで、底抜けシリーズの一つである。

## キャスト
※括弧内は日本語吹替（テレビ版）
- ボブ：ディーン・マーティン（羽佐間道夫）
- ウィルバー：ジェリー・ルイス（近石真介）
- ヌーナン：レイモンド・バー（島宇志夫）
- ナンシー：ダイアナ・リン
- グレッチェン：ニーナ・フォッシュ
- マーティ：トミー・アイヴォ
- フランソワ：ハンス・コンリード

## スタッフ
- 監督：ノーマン・タウログ
- 脚本：シドニー・シェルドン
- 原作：ファニー・キルバーン
- 製作：ポール・ジョーンズ
- 撮影：ダニエル・L・ファップ
- 編集：アーチー・マーシェク
- 音楽：ウォルター・シャーフ